# Fritz Kaudewitz
Fritz Kaudewitz (* 11. März  1921 in Breslau; † 2001) war ein deutscher Professor für Genetik an der Ludwig-Maximilians-Universität München.

## Leben
Kaudewitz studierte ab 1939 Biologie, unterbrochen vom Zweiten Weltkrieg. 1948 legte er sein Staatsexamen ab und 1949 wurde er promoviert. 1954 bis 1958 war er Gastwissenschaftler in der Abteilung Genetik der Carnegie Institution in Cold Spring Harbor. 1960 war er als Assistent am Max-Planck-Institut für Biochemie in Tübingen, wo er sich habilitierte. Er wurde Wissenschaftliches Mitglied der Max-Planck-Gesellschaft und war 1960 bis 1965 Direktor am Max-Planck-Instituts für vergleichende Erbbiologie und Erbpathologie in Berlin (ab 1964 Max-Planck-Institut für Molekulare Genetik). Er war ab 1963 Professor an der Ludwig-Maximilians-Universität München, wo er 1966 Leiter der Abteilung Genetik wurde und 1986 emeritierte.
Er beschäftigte sich mit der Biogenese von Mitochondrien, die er in Weizenzellen untersuchte, und Genetik von Phagen und Bakterien.
1960 erhielt er den Emil-von-Behring-Preis. Er gehörte zu den Gründungsmitgliedern der Deutschen Gesellschaft für Genetik.

## Schriften
- Genetik, Stuttgart, Ulmer, UTB Taschenbücher, 1983, 2. Auflage 1992
- Molekular- und Mikrobengenetik, Springer 1973
- Grundlagen der Vererbungslehre, München, Dalp-Taschenbücher 1957

## Quelle
- Klaus Wolf: From Daphnia to yeast - two decades of mitochondrial research in Munich, Current Genetics, Band 31, 1997, Nr. 5